# Lucas Rodríguez (Fußballspieler, 1993)
Lucas Rodríguez, vollständiger Name Lucas Guzmán Rodríguez Cardoso, (* 8. Mai 1993 in Chuy) ist ein uruguayischer Fußballspieler.

## Karriere
Der 1,70 Meter große Mittelfeldakteur Rodríguez steht mindestens seit der Spielzeit 2014/15 im Kader des in Montevideo beheimateten Erstligisten Club Atlético Rentistas. In jener Saison wurde er zehnmal (kein Tor) in der Primera División eingesetzt. Es folgten in der Spielzeit 2015/16 23 Erstligaeinsätze (zwei Tore). Sein Klub stieg am Saisonende ab.